# Франко, Чиччо
Чиччо Франко (итал. Ciccio Franco; 28 марта 1930, Реджо-ди-Калабрия — 16 ноября 1991, Реджо-ди-Калабрия), при рождении Франческо Франко (итал. Francesco Franco) — итальянский профсоюзный деятель и неофашистский политик. Руководитель профсоюза CISNAL в провинции Реджо-Калабрия, в 1972—1991 сенатор от Итальянского социального движения (MSI). Лидер восстания в Реджо-ди-Калабрия 1970—71 годов.

## Неофашистский популист
По профессии железнодорожник. С ранней молодости активный член неофашистского MSI, сторонник корпоративного синдикализма. Более 30 лет возглавлял в Реджо-Калабрии отраслевую структуру профсоюза CISNAL, аффилированного с неофашистской партией. Был организатором рабочих протестов под крайне правыми популистскими лозунгами. Приобрёл широкую популярность в регионе. Активно боролся против коммунистического влияния в профдвижении и муниципальных органах.

## Восстание в Реджо-ди-Калабрия

### Повод и причины
В июне 1970 года левое крыло регионального совета Реджо-Калабрии сумело провести решение о переносе административного центра провинции из города Реджо-ди-Калабрия (где доминировали правые популисты) в город Катандзаро (более подверженный левому влиянию). Этот план, поддержанный левоцентристским правительством, означал для города серьёзные социальные и экономические потери. Чиччо Франко объявил местные власти нелегитимными и призвал к неповиновению. На 13 июня назначалась общегородская забастовка. Формальный повод с переносом провинциальной столицы дал выход давним протестным настроениям — жители итальянского Юга поддерживали своих социальных авторитетов и не желали принимать порядки, навязываемые из Рима.
Однако восстание в Реджо-ди-Калабрия не было сугубо региональным, автономистским или сепаратистским. Не случайно 4 июля 1970 года Чиччо Франко объявил городской бунт «первым шагом национальной революции». Установки движения имели выраженный неофашистский характер, были проникнуты антикоммунизмом, антилиберализмом и антибюрократизмом, вписывались в общеитальянскую крайне правую политику. Знаментально, что активное участие в восстании принял «Национальный авангард» Стефано Делле Кьяйе.

### Движущие силы
Протестное движение сформировало руководящий «Комитет действия». Чиччо Франко, тесно связанный с массами, стал его фактическим лидером. По его призыву на улицы вышли тысячи горожан. Фраза Чиччо Франко «Подонок, кто сдаётся!» (Boia chi molla!; буквальное звучание: Chi abbandona (molla) la lotta è un vile assassino (boia)! — «Тот, кто отказывается от вдохновенной борьбы, есть гнусный палач!») — повторившая речовки Партенопейской республики 1799 года, Миланского восстания 1848 года и легионов Д’Аннунцио — стала лозунгом гражданского восстания и слоганом итальянского неофашизма.
Чиччо Франко способствовал созданию силовых бригад движения на базе неофашистских организаций. К ним примкнули также ультралевые, особенно анархисты. Стремление сохранить автономию южного региона пересилило идеологические противоречия. Попытки левых радикалов создать собственное движение не удались — массовую поддержку имел Чиччо Франко и его союзники.

Сначала было много парней, которые думали, что Реджо защитят левые. Но им пришлось пересмотреть свои политические позиции. Многие стали фашистами только потому, что в битве за Реджо верно повели себя только фашисты.

Чиччо Франко

Активную роль в событиях играла мафиозная структура «Ндрангета». Боевики мафии участвовали в уличных выступлениях. Финансирование обеспечили оппозиционно настроенные бизнесмены Деметрио Мауро (кофейная промышленность) и Амедео Матасена (морские перевозки). Интерес к событиям проявляли и организаторы «заговора Боргезе», рассчитывавшие на поддержку с юга запланированного военного переворота.

### Разгар, окончание, итоги
17 сентября 1970 Чиччо Франко был арестован по обвинению в подстрекательстве к мятежу. Арест спровоцировал крупные беспорядки — разгром оружейных магазинов, захват полицейских участков. Реджо практически вышел из повиновения Риму. Антиправительственный бунт распространялся по провинции. 23 декабря власти вынуждены были освободить Чиччо Франко. Однако правительство решилось на жёсткое наведение порядка.
23 февраля 1971 года восстание в Реджо-ди-Калабрия было подавлен крупными силами полиции и карабинеров при армейской поддержке. Чиччо Франко перешёл на нелегальное положение. В октябре 1972 года левые партии организовали в Реджо-ди-Калабрия свою демонстрацию «за единство Италии». В ночь перед намеченной акцией произошло восемь взрывов в городе и на железных дорогах, ведущих в город. Чиччо Франко оказался среди главных подозреваемых, но расследование сняло с него обвинение.
На всей территории Реджо-Калабрии был восстановлен контроль центрального правительства. Однако административный центр провинции сохранился в Реджо-ди-Калабрии. Таким образом, восстанию удалось добиться выполнения своего первого конкретного требования.

## Снова в легальной политике
На парламентских выборах 1972 года Чиччо Франко был избран в сенат от Итальянского социального движения. Эти выборы оказались самыми успешными в истории партии, в немалой степени благодаря роли MSI в восстании Реджо-ди-Калабрии. Впоследствии Чиччо Франко избирался ещё четыре раза — всегда от Реджо-ди-Калабрии и всегда с рекордно высокой поддержкой. Будучи парламентарием, он всячески лоббировал интересы региона и позиции правого профсоюзного движения.

## Память и оценки
16 ноября 1991 года Чиччо Франко скончался от инсульта в возрасте 61 года. В Реджо-ди-Калабрии его имя окружено почётом и уважением, отмечаются важные даты его жизни, в его честь назван городской амфитеатр. Мэр Реджо-ди-Калабрия, ныне губернатор провинции Реджо-Калабрия Джузеппе Скопелити (в молодости неофашистский активист) назвал Чиччо Франко «образцом для современности».
Чиччо Франко — яркая и своеобразная фигура итальянской политической истории. С одной стороны, это типичный праворадикальный деятель «Свинцовых семидесятых», харизматичный популист, склонный к внеправовым действиям и готовый к насилию. Но в то же время он — многолетний легитимный политик, профсоюзный лидер и парламентарий. Чиччо Франко удавалось эффективно соединять легальные и иллегальные формы политической борьбы. Из всех итальянских неофашистов именно Чиччо Франко обладал максимальным влиянием на массы. Восстание в Реджо-ди-Калабрии, сопровождавшееся практически отделением региона от государства, сравнивается с такими явлениями, как «Махновщина» и Кронштадтское восстание.